# 薬物に関する独立科学評議会
DrugScienceは、以前の組織名が薬物に関する独立科学評議会（やくぶつにかんするどくりつかがくひょうぎかい、The Independent Scientific Committee on Drugs, ISCD）であり、当時32歳のヘッジファンド・マネージャーであるトビー・ジャクソンが提案し初期投資を行った、イギリスを拠点とする薬物評議会である
。当初、薬物の有害性に関する独立評議会（The Independent Council on Drug Harms, ICDH）と呼ばれた。デビッド・ナット教授が議長を務め、犯罪司法研究センターの支援を受け2010年1月15日に公式に発足した。評議会の主な目的は、政府への所属によって生じる政治的な干渉なしに、薬物の有害性についての科学的根拠を調査し研究することである。
評議会の設立は、例の熱中した議論の後、イギリス内務大臣のアラン・ジョンソンによる、2009年10月30日における、イギリス制定の薬物乱用諮問委員会（英語: Advisory Council on the Misuse of Drugs）（ACMD）の会長のナット教授の議論を呼んだ解任に続くものである。論議は、センターでの彼のイブ・サビル記念講義（2009年）に続いた。
同時にグループが発足し、それはケタミンの危険性警告を増やすことや、エクスタシーや大麻、幻覚剤についての現行の当局の危険性推定を格下げすることを盛り込むことが有力な最優先事項だと報告された。

## Drugscience.org.uk
ISCDのウェブサイト drugscience.org.uk は、教育者、学者、一般市民に対して、薬物と薬物の有害性に関する情報を公開している。

## ドラッグス・ライブ
Drugs Live：2012年9月26日と27日に、チャンネル4においてエクスタシー試験の二部構成のTVドキュメンタリーが放送された。この番組は、チャンネル4が資金提供した脳におけるMDMA（エクスタシー）の作用についてのfMRI試験を公開した。この研究の主な研究者は、ISCDのメンバーのヴァル・カランで、議長のデビッド・ナットも番組中にゲストとして登場した。カランとナットは、ボランティアがfMRIスキャナーの中に入り、二重盲検でそれぞれ83 mgのMDMAか偽薬を服用するというインペリアル・カレッジ・ロンドンにおける研究を監督した。
そのドキュメンタリーは、MDMAの有害性やこの研究の調査結果を示すことを含めて、クリスチャン・ジェッセンとジョン・スノウが司会を行った。番組のこの研究の参加者の一部として、牧師、元兵士、作家のライオネル・シュライバー、俳優のキース・アレン、エヴァン・ハリス民主党下院議員が含まれる。
ナットと同僚らはPTSDに対するMDMA支援心理療法による、イギリス初の臨床試験を実行するための準備をしていると述べている。

## Twenty21
医療大麻の使用の増加および、国民保健サービスで使用するためのデータの蓄積のために、2019年11月には、DrugScienceによるプロジェクト Twenty21 が発足し、2020年に稼働してきた。医療大麻の有効性と安全性を評価するための欧州最大の証拠の構築を目指し、2万人の患者登録を目指している。

## ISCD出版物
- Ragan, C. I., Bard, I., Sing, I, Independent Scientific Committee on Drugs (ISCD) (2013). “What should we do about student use of cognitive enhancers? An analysis of current evidence”. Neuropharmacology 64:  588–595. doi:10.1016/j.neuropharm.2012.06.016. PMID 22732441.
- Celia J. A. Morgan, H. Valerie Curran, the Independent Scientific Committee on Drugs (ISCD) (2011). “Ketamine use: a review” (PDF). Addiction 107 (1):  27–38. doi:10.1111/j.1360-0443.2011.03576.x. PMID 21777321.
- Nutt, D. J., King, L. A., & Phillips, L. D. (2011). “Drugs and harm to society- Authors' reply”. The Lancet 377 (9765):  555. doi:10.1016/S0140-6736(11)60199-2.
- Nutt, D. J., King, L. A., & Phillips, L. D., on behalf of the Independent Scientific Committee on Drugs (ISCD) (2010). “Drug harms in the UK: a multicriteria decision analysis”. The Lancet 376 (9752):  1558–1565. doi:10.1016/S0140-6736(10)61462-6.